# Корпус миру
Корпус Миру ( [Архівовано 24 травня 2018 у Wayback Machine.]англ. Peace Corps) — урядове агентство США, покликання якого офіційно формулюється як зміцнення миру та дружби між народами світу.

Логотип Корпусу миру

Започатковане у 1960 році закликом сенатора Джона Кеннеді до студентів Мічиганського університету служити своїй країні та сприяти зміцненню миру у світі, живучи та працюючи серед громадян інших країн.
Конгрес США 22 вересня 1961 року ухвалив Закон про Корпус Миру (Peace Corps Act, Public Law 87-293).

## На теренах України
Корпус Миру США в Україні засновано у 1992, коли Президент України Леонід Кравчук та президент США Джордж Буш підписали двосторонню угоду про започаткування Корпусу в Україні.

## Місія
Місія Корпусу Миру в Україні полягає у трьох простих цілях:
- допомагати громадянам України шляхом надання компетентних спеціалістів для задоволення наявних потреб у технічній кваліфікації
- сприяти кращому розумінню американців українцями
- сприяти кращому розумінню українців з боку американців